# 蒙求
《蒙求》是中國古代兒童識字課本，唐代李翰撰，又稱“李氏蒙求”。
后来人们纷纷摹仿，产生了众多的都以“蒙求”为名的读物，大批蒙书都采用《蒙求》的编法和名称，如《广蒙求》、《叙古蒙求》、《春秋蒙求》、《左氏蒙求》、《十七史蒙求》、《南北史蒙求》、《三国蒙求》、《唐蒙求》、《宋蒙求》等等，于是“蒙求”在长期的教学中形成了一种体裁。
《蒙求》書名取《易經·蒙卦》:“匪我求童蒙，童蒙求我”之義，總計2384字，內容多歷史人物故事，編為四言對偶韻語。《蒙求》淺顯易懂，故事如“女娲补天”、“长房缩地”、“杜康造酒”、“蔡伦造纸”、“王商止讹”、“西门投巫”、“孙敬闭户”、“屈原泽畔”、“绿珠坠楼”等生動有趣，由是大受歡迎，後人多加摹仿，陸續出現的各種《蒙求》和同類讀物，如《廣蒙求》、《敘古蒙求》、《春秋蒙求》、《左氏蒙求》、《歷代蒙求》、《名物蒙求》、《十七史蒙求》等等。宋代徐子光有《蒙求》補注。
后人程端礼把李氏《蒙求》与《千字文》相提并论。